# Peck's Bad Girl
Peck's Bad Girl é um filme norte-americano de 1918, do gênero comédia dramática, dirigido por Charles Giblyn, com roteiro de Tex Charwate e produção de Samuel Goldwyn.

## Elenco
- Mabel Normand ... Minnie Penelope Peck
- Earle Foxe ... Dick
- Corinne Barker ... Hortense Martinot
- Blanche Davenport ... srta. Olivia
- Riley Hatch ... Adam Raskell
- Leslie Hunt ... Willie Raskell
- Eddie Sturgis ... Pearson
- Joseph Granby ... Walker
- Edward M. Favor ... Peck
- F.G. Patton ... xerife
- Auge Becker ... comissário